# Offscreen (Computer)
Der Begriff „Offscreen“ bzw. „Offscreen-Buffer“ bezeichnet einen Speicherbereich, in dem ein Bildschirminhalt aufgebaut wird, während man einen anderen Bildschirminhalt sieht.
Ist der Bildschirminhalt im Offscreen-Buffer fertig, wird dieser zum sichtbaren Bild und der vorherige Bildspeicher zum Offscreen-Buffer. Nur so kann man durch schnelles Umschalten zwischen den Speicherbereichen den Eindruck flüssiger Bewegungen erzeugen.
Voraussetzung ist, dass der neue Bildschirminhalt in max. der Zeit berechnet werden kann, in der der fertige Bildschirminhalt zu sehen ist. Flüssige Bewegungen entstehen etwa ab 25–30 Bildern pro Sekunde.